# Scitalini
Scitalini is een tribus uit de familie van bladsprietkevers (Scarabaeidae). 